# Nassarius thachi
Nassarius thachi is een slakkensoort uit de familie van de Nassariidae. De wetenschappelijke naam van de soort is voor het eerst geldig gepubliceerd in 2004 door Dekker.